# Quận Boone, Kentucky
Quận Boone là một quận thuộc tiểu bang Kentucky, Hoa Kỳ.
Quận này được đặt tên theo Daniel Boone (1734–1820). Theo điều tra dân số của Cục điều tra dân số Hoa Kỳ năm 2000, quận có dân số người. Quận lỵ đóng ở Burlington, Kentucky.

## Địa lý
Theo Cục điều tra dân số Hoa Kỳ, quận có diện tích km2, trong đó có km2 là diện tích mặt nước.

## Thông tin nhân khẩu
Theo điều tra dân số 2 năm 2000 của Cục điều tra dân số Hoa Kỳ, quận đã có dân số có 85.991 người, 31.258 hộ gia đình, và 23.443 gia đình sống trong quận hạt. Mật độ dân số là 349 trên một dặm vuông (135 / km2). Có 33.351 đơn vị nhà ở mật độ trung bình là 135 trên một dặm vuông (52 / km2). Cơ cấu chủng tộc của dân cư sinh sống trong quận này bao gồm 95,15% người da trắng, 1,52% da đen hay Mỹ gốc Phi, 0,23% người Mỹ bản xứ, 1,29% châu Á, Thái Bình Dương 0,03%, 0,75% từ các chủng tộc khác, và 1,03% từ hai hoặc nhiều chủng tộc. 1,98% dân số gốc Tây Ban Nha hay châu Mỹ La Tinh thuộc bất kỳ chủng tộc nào.
Có 31.258 hộ, trong đó 39,80% có trẻ em dưới 18 tuổi sống chung với họ, 61,60% là đôi vợ chồng sống với nhau, 9,80% có một chủ hộ nữ và không có chồng, và 25,00% là không lập gia đình. 20,20% hộ gia đình đã được tạo ra từ các cá nhân và 6,20% có người sống một mình 65 tuổi hoặc lớn tuổi hơn. Cỡ hộ trung bình là 2,73 và cỡ gia đình trung bình là 3,17.
Sự phân bố tuổi là 28,70% dưới 18 tuổi, 8,50% 18-24, 33,50% 25-44, 21,30% từ 45 đến 64, và 8,10% những người 65 tuổi trở lên. Độ tuổi trung bình là 33 năm. Đối với mỗi 100 nữ có 97,70 nam giới. Đối với mỗi 100 nữ 18 tuổi trở lên, đã có 94,70 nam giới.
Thu nhập trung bình cho một hộ gia đình trong quận là 58.749 USD (2004), và thu nhập trung bình cho một gia đình là USD 61.114. Phái nam có thu nhập trung bình USD 42.105 so với 27.414 USD của phái nữ. Thu nhập bình quân đầu người của dân cư quận là 23.535 USD. Có 4,40% gia đình và 5,60% dân số sống dưới mức nghèo khổ, trong đó có 6,40% những người dưới 18 tuổi và 7,70% của những người 65 tuổi hoặc hơn.